# Igor Akinfeev
Igor Vladimirovich Akinfeev - em russo, Игорь Владимирович Акинфеев (Vidnoye, 8 de abril de 1986) - é um futebolista russo que atua como goleiro. Joga pelo CSKA Moscou, clube que o revelou. É capitão do seu clube. Também jogou na seleção da Rússia, entre 2004 e 2018.

## Carreira
Akinfeev fez sua estreia profissional pelo CSKA Moscow aos 16 anos, defendendo um pênalti e mantendo a meta inviolada em uma vitória por 2 a 0 sobre o FC Krylia Sovetov Samara. Ele entrou na equipe titular aos 17 anos em 2003, conquistando o primeiro Campeonato Russo do clube na mesma temporada. Em 2005, o CSKA conquistou o triplete da Russian Premier League, Copa da Rússia e UEFA Cup. Durante esta temporada, Akinfeev jogou em todas as 19 partidas europeias do CSKA, incluindo a Final da UEFA Cup de 2005, que os Army Men venceram por 3 a 1 contra o Sporting CP no Estádio José Alvalade de seus adversários. Em 2006, ele conquistou o terceiro título consecutivo do campeonato russo e a segunda Copa da Rússia com o CSKA e foi premiado com o troféu Zvezda, para o melhor jogador de futebol do ano da antiga União Soviética.
Na 2006–07 UEFA Champions League, Akinfeev ficou 362 minutos sem sofrer gol até Ricardo Quaresma marcar contra ele pelo FC Porto na quinta partida do grupo de sua equipe. Isso iniciou uma sequência recorde de 43 partidas consecutivas sem manter a meta inviolada na Champions League. Sua sequência na Champions League sem manter a meta inviolada finalmente terminou 11 anos depois, quando o CSKA Moscow venceu o AEK Athens por 2 a 0 fora de casa na fase de qualificação da Champions League em 25 de julho de 2017; antes da partida, o último jogo sem sofrer gol de Akinfeev na Champions League havia sido contra o Arsenal em novembro de 2006.
Em maio de 2007, Akinfeev sofreu uma lesão no joelho que o deixou fora pelo restante da temporada da Russian Premier League. O CSKA terminou a temporada em terceiro na liga, atrás dos rivais da cidade Spartak Moscow e dos campeões Zenit St. Petersburg. Akinfeev retornou para a temporada de 2008, iniciando em todas as 30 partidas da liga e conquistando a Copa da Rússia. Em 2009, ele novamente começou todas as 30 partidas da Russian Premier League e manteve a meta inviolada na vitória por 1 a 0 na Final da Copa da Rússia sobre os campeões da liga Rubin Kazan.
Em maio de 2011, Akinfeev foi capitão do CSKA na conquista da quinta Copa da Rússia de sua carreira. Na temporada 2012–13, o CSKA conquistou seu primeiro título da Russian Premier League em sete anos, com Akinfeev nomeado Futebolista Russo do Ano. Akinfeev também defendeu o chute de Yuri Zhirkov na vitória por pênaltis do CSKA sobre o Anzhi Makhachkala na Final da Copa da Rússia de 2013.
Em 1 de fevereiro de 2014, o CSKA Moscow anunciou que Akinfeev havia estendido seu contrato com o CSKA até o verão de 2019. Na temporada 2013–14, Akinfeev conquistou o quinto título da Russian Premier League. Em 14 de maio de 2014, ele ultrapassou Lev Yashin como o goleiro com o terceiro maior número de jogos sem sofrer gols no futebol russo. Em 14 de novembro de 2015, ele quebrou esse recorde de jogos sem sofrer gols com seu 233º jogo sem gols na carreira na vitória por 1 a 0 da seleção nacional da Rússia sobre a seleção nacional de Portugal.
Akinfeev não conseguiu manter a meta inviolada em nenhum jogo da Champions League entre 1 de novembro de 2006 e 24 de julho de 2017, fazendo 43 aparições consecutivas sem Clean Sheet. A sequência começou com um jogo da fase de grupos contra o Arsenal FC em 1 de novembro de 2006 e terminou quando o CSKA derrotou o AEK Atenas em uma Qualificação da Liga dos Campeões na temporada 2017–18 em 25 de julho de 2017. Inicialmente, o recorde foi estabelecido em 2 de outubro de 2013, durante um jogo contra o FC Viktoria Plzen quando Akinfeev concedeu dois gols, marcando seu 17º jogo consecutivo sem Clean Sheet.
Em agosto de 2018, Akinfeev estendeu seu contrato com o CSKA até 2022.
Em dezembro de 2018, Akinfeev conquistou seu 300º Clean Sheet, tornando-se o primeiro goleiro russo a fazê-lo.
Em 14 de agosto de 2021, ele disputou seu 489º jogo na primeira divisão russa, igualando o recorde anteriormente estabelecido por Sergei Ignashevich. Em seu próximo jogo em 21 de agosto de 2021, ele estabeleceu um novo recorde com 490 jogos.
Em 20 de maio de 2022, Akinfeev estendeu seu contrato com o CSKA até o final da temporada 2023–24.
Em 11 de junho de 2023, Akinfeev defendeu dois pênaltis na disputa de pênaltis da Final da Copa da Rússia de 2023 para conquistar o troféu para o CSKA.

## Seleção Russa
Um membro integral da Seleção Russa de 2004 a 2018, ele conquistou mais de 80 convocações e foi selecionado para os elencos em 4 edições da UEFA EURO e esteve na Copa do Mundo da FIFA de 2014 e na Copa do Mundo da FIFA de 2018.
Akinfeev fez a sua estreia pela seleção russa em um jogo contra a Noruega, em abril de 2004, quando tinha apenas 18 anos. Reserva na Eurocopa de 2004, virou o goleiro titular da seleção a partir de 2005. Teve o ponto baixo de sua carreira na Copa do Mundo da FIFA de 2014, no Brasil. Em falhas dele, a Rússia só empatou com a Coréia do Sul e com a Argélia e terminou eliminada na primeira fase. Por causa disso, saiu muito contestado do Mundial no Brasil.
Deu a volta por cima quatro anos depois, na Copa do Mundo da FIFA de 2018, na Rússia. Jogando em casa, foi um dos grandes destaques da Rússia na competição, além de ter sido o capitão da equipe. Nas Oitavas de final, contra a Espanha, defendeu dois pênaltis e foi o herói da classificação Russa. Também foi escolhido como o Melhor Jogador da Partida. No jogo seguinte, contra a Croácia, defendeu mais um pênalti, mas a Rússia acabou eliminada nas penalidades máximas. Mesmo assim, o goleiro deixou a competição em alta e o torneio marcou o ápice de sua carreira. Meses após a Copa, no dia 1º de outubro de 2018, Akinfeev anunciou sua aposentadoria da Seleção para se dedicar somente ao seu clube, o CSKA Moscou. Ao todo, o goleiro jogou 111 partidas pela Seleção da Rússia.

## Títulos
CSKA Moscou
- Campeonato Russo: 2003, 2005, 2006,2012-13,2013-14, 2015-16
- Copa da Rússia: 2004-05, 2005-06, 2007-08, 2008-09, 2010-11, 2012-13, 2022-23
- Supercopa da Rússia: 2004, 2006, 2007, 2009, 2013, 2014, 2018
- Copa da UEFA: 2005